# 庫納 (海辛區)
48°47′7″N 29°20′36″E / 48.78528°N 29.34333°E
庫納（烏克蘭語：Куна），是烏克蘭的村落，位於該國西南部文尼察州，由海辛區負責管轄，始建於1575年，面積2.92平方公里，海拔高度約203米，2022年該村落人口1,578。